# Мухин, Виктор Сергеевич
Виктор Сергеевич Мухин (16 февраля 1938, г. Рыбинск) — механик, член-корреспондент АН РБ (2002), доктор технических наук (1975), профессор (1978), заслуженный деятель науки и техники РСФСР (1982), заслуженный деятель науки БАССР (1979).

## Биография
Мухин Виктор Сергеевич родился 16 февраля 1938 года в г. Рыбинске.
В 1962 году окончил Уфимский авиационный институт. Кандидатскую диссертацию защитил в МАТИ в 1967 году, докторскую — в МАИ в 1975 году (специальность 05.07.05).
Место работы: Станочник, техник, инженер Уфимского моторостроительного завода (1956—1967); с 1968 г. старший преподаватель, доцент, профессор УАИ — (ныне УГАТУ), в 1975—2003 гг. заведующий кафедрой, директор СКТБ «Искра» (1983…1988), с 2003 г. профессор УГАТУ. Академик-секретарь Отделения технических наук АН РБ (1995—2006).
Научные направления работы Мухина: технология двигателестроения; изучение методов повышения эксплуатационных свойств деталей газотурбинных двигателей (ГТД); усталостная прочность, жаропрочность специальных сплавов, упрочение, релаксация, разрушение материалов.
Виктор Сергеевич создал в Уфе научную школу, разрабатывающую методы повышения эксплуатационных свойств авиационных двигателей.
Учениками Мухина являются 6 докторов и 25 кандидатов наук. Председатель совета по присуждению ученой степени доктора технических наук при УГАТУ.

## Труды
Мухин Виктор Сергеевич — автор около 250 научных работ, включая 22 изобретения и патента.
К оценке длительной прочности материалов с учетом состояния поверхности.- Уфа: УАИ, 1985;
К методике ускоренного определения оптимальных режимов обработки жаропрочных никелевых и титановых сплавов //Авиационная промышленность, приложение N 2, 1986;
Модифицированные поверхности деталей ГТД по условиям эксплуатации. М.: Машиностроение, 1995 (соавтор).
Интегрированные вакуумные ионно-плазменные технологии обработки деталей ГТД. Физические основы, моделирование, проектирование. Уфа: Гилем, 2001 (соавтор).
Поверхность: технологические аспекты прочности деталей ГТД. М.: Наука, 2005.
«Износ инструмента, качество и долговечность деталей из авиационных материалов». — Уфа: Башкнигоиздат, 1987.

## Награды и звания
Лауреат Государственной премии РБ в области науки и техники (2007) — за работу «Ионно-плазменные нанотехнологии в производстве авиационных газотурбинных двигателей и энергетике».
Награждён двумя золотыми, серебряной и бронзовой медалями ВДНХ СССР.